# Ferdénúszó pontylazac
A ferdénúszó pontylazac (Thayeria boehlkei) a sugarasúszójú halak (Actinopterygii) osztályának pontylazacalakúak (Characiformes) rendjébe, ezen belül a pontylazacfélék (Characidae) családjába tartozó faj.

## Előfordulása
Dél-Amerika, Brazília, Amazonas gyenge folyású folyói.

## Megjelenése
A ferdénúszó pontylazac felismerhető a fekete csíkról, mely az egész testén végighúzódik. Ameddig fiatalok, nehéz megkülönböztetni a hímet a nősténytől, de felnőtt korban a nőstény felismerhető a gömbölyded hasáról. Ferde, 45 fokos testtartása és a víz szintje alatti elhelyezkedése, társaságszeretete sok mindent elárul igényeiről. Nagy akváriumban, lehetőleg kisebb csapatban tartsuk, mert egyedül félénken meghúzódik az akvárium sarkában vagy növényei között. Legfeljebb 3,2 centiméter hosszú.

## Életmódja
Minimum 90 literes akváriumba telepítsük őket. 120 literre maximum 6-7 halat számoljunk. Sötét talajt csináljunk. Legyen sűrű, főleg a felszínen úszó növényzet.

## Szaporodása
Szaporításhoz különítsük el a halpárt egy 20-30 literes lágy (a keménység kisebb, mint 2,8 NK°) és savas vizű (pH érték 6 körül) 22-26°C fokos akváriumba, melyet előzőleg jávai mohával (Vesicularia dubyana) és MyriophylIum-szálakkal béleltünk ki. A hím a nőstényt oldalához simulva ingerli, míg az végül nagy mennyiségű sötét színű ikrákat bocsát ki, melyek szétszóródnak az akváriumban. A szülőket ezután azonnal ki kell venni az akváriumból, mert felfalják az ikrákat. Az ivadékok 24 óra múlva megjelennek, és nagyon érzékenyek a víz minőségére. Négy nap múlva lehet először kerekesférgekkel megetetni őket.